# Apelinreceptor
Apelinreceptor, även kallad APJ, är en G-proteinkopplad receptor som har peptiderna apelin samt Elabela/Toddler som ligander. Då dessa ligander utövar en positivt inotrop samt vasodilaterande effekt, pågår forskning för att undersöka huruvida påverkan på receptorn och/eller liganderna i fråga kan utgöra grund för framtida behandlingsmetoder vid olika kardiovaskulära sjukdomar.